# Givi Sisauri
Givi Sisauri (gruzínsky გივი სისაური) nebo (francouzsky Guivi Sissaouri), (* 15. dubna 1971) je bývalý sovětský a gruzínský zápasník – volnostylař, který od roku 1993 reprezentoval Kanadu. V roce 1996 vybojoval pro Kanadu stříbrnou olympijskou medaili.

## Sportovní kariéra
Koncem 80. let byl členem sovětské juniorské reprezentace, která se účastnila turnajů v Kanadě. Během tohoto pobytu se rozhodl v Kanadě zůstat a požádat o azyl. Usadil se v Montréalu, kde trénoval pod vedením Victora Zilbermana. V roce 1993 obdržel kanadské občanství. V roce 1996 se účastnil olympijských her v Atlantě a probojoval se až do finále proti domácímu Američanovi Kendallu Crossovi. Hned v úvodu finále však zaváhal a po minutě prohrával 0:5. Američanův náskok sice bod po bodu snižoval, ale nakonec podlehl 3:5. Získal stříbrnou olympijskou medaili. V roce 2000 startoval na olympijských hrách v Sydney po zranění a nedokázal postoupit ze základní skupiny. V roce 2004 startoval na olympijských hrách v Athénách ve vyšší pérové váze a ve skupině dokázal vyřadit obhájce titulu Murada Umachanova z Ruska. Ve vyřazovacích bojích však podlehl Ukrajinci Vasylu Fedoryšynovi s skončil na 6. místě. Sportovní kariéru ukončil po roce 2008. V Kanadě se věnuje trenérské práci.

## Výsledky
| Turnaj            | 1995           | 1996           | 1997           | 1998           | 1999           | 2000           | 2001           | 2002        | 2003        | 2004        | 2005        |
| Turnaj            | 24             | 25             | 26             | 27             | 28             | 29             | 30             | 31          | 32          | 33          | 34          |
| Turnaj            | bantamová váha | bantamová váha | bantamová váha | bantamová váha | bantamová váha | bantamová váha | bantamová váha | pérová váha | pérová váha | pérová váha | pérová váha |
| ----------------- | -------------- | -------------- | -------------- | -------------- | -------------- | -------------- | -------------- | ----------- | ----------- | ----------- | ----------- |
| Olympijské hry    |                | 2.             |                |                |                | 13.            |                |             |             | 6.          |             |
| Mistrovství světa | 2.             |                | 3.             | 3.             | 18.            |                | 1.             | —           | 12.         |             | 8.          |